# Харкер, Гордон
Гордон Харкер (англ. Gordon Harker; 7 августа 1885, Лондон — 2 марта 1967, Лондон) — английский актёр театра и кино.

## Биография
Гордон Харкер родился 7 августа 1885 года в Лондоне. Его отец, Джозеф Харкер (1856—1927), был сыном актёра Уильяма Пирпоинта Харкера и работал в Лондонском театре.
В 1903 году в восемнадцать лет Гордон Харкер продолжил семейную традицию и дебютировал на сцене.
В 1921 году дебютировал в кино в фильме «General John Regan» в роли майора Кента.
Следующей его работой стал фильм «Ринг» («The Ring», 1927), где он сыграл роль тренера Джека.
Гордон Харкер был одним из ярких комедийных актёров, исполнявших характерные роли. Особенно ему удавался образ «кокни». 

С 1921 до 1959 годы он снялся в почти 70 фильмах, включая четыре фильма Альфреда Хичкока — «Ринг» (1927), «По наклонной» (1927), «Жена фермера» (1928) и «Шампанское» (1928).
Одной из значимых ролей Гордона Харкера была роль инспектора Хорнли (Inspector Hornleigh) в трилогии «Inspector Hornleigh» (c 1938 по 1941 годы).
Был женат на Кристин Барри (Barrie) (ум. 1964).
Скончался Гордон Харкер 2 марта 1967 года.

## Избранная фильмография
- 1921 — General John Regan — майор Кент
- 1927 — Ринг / The Ring — тренер Джека
- 1927 — По наклонной / Downhill
- 1928 — Жена фермера / The Fermer’s wife
- 1928 — Шампанское / Champagne — Марк, отец Бетти
- 1929 — The Flying Scotsman
- 1930 — Зов Элстри / Elstree Calling
- 1932 — Rome Express — Том Бишоп
- 1933 — Пятница, 13-е / Friday the Thirteenth — Гамильтон Бриггс
- 1935 — Призрачный свет / The Phantom Light
- 1935 — Boys will be Boys
- 1935 — Уголок Гайд-парка / Hyde Park Corner — констебль Читл
- 1939 — Inspector Hornleigh — инспектор Хорнли
- 1939 — Inspector Hornleigh on Holiday — инспектор Хорнли
- 1941 — Inspector Hornleigh Goes to it — инспектор Хорнли
- 1948 — Pygmalion — Альфред Дулитл
- 1950 — The Second Mate — Билл Томкинс
- 1952 — Darby Day — Джо Дженкинс
- 1954 — Bang! You’re Dead
- 1956 — A Touch of the Sun — Сид
- 1957 — Small Hotel — Альберт
- 1959 — Left Right and Centre — Харди

## Интересные факты
- Гордон Харкер приходится двоюродным дедом актрисам Сюзанне Харкер и Каролине Харкер.